# Blue Chips (Film)
Blue Chips ist ein US-amerikanischer Sportfilm unter der Regie von William Friedkin aus dem Jahr 1994. Nick Nolte spielt darin einen Trainer einer College-Basketballmannschaft. Die damals noch wenig bekannten College-Basketballspieler Shaquille O’Neal, Penny Hardaway und Matt Nover verkörpern Nachwuchstalente.

## Handlung
Pete Bell ist der cholerische aber fürsorgliche Trainer der fiktiven College-Mannschaft Western University Dolphins. Bell steht unter Druck: sein Team befindet sich sportlich im freien Fall und dadurch fällt es ihm schwer, neue Stars für seine Mannschaft unter Vertrag zu nehmen. Die Spieler sind zwar allesamt nette Kerle und bemühen sich, sind aber im Grunde untalentiert. Die größten und begehrtesten Nachwuchshoffnungen (im US-Sport als  Blue Chips genannt) werden von anderen Colleges heimlich bezahlt – eine Praxis, die im Collegesport laut NCAA-Regelung verboten ist. Bell, dessen Herz vor allem an der Sportart, an Fair Play und am Sportsgeist hängt, ist verzweifelt, was er bevorzugt an Reportern auslässt.
Mit seiner Exfrau Jenny, einer Grundschullehrerin, führt Bell eine harmonische und ausgewogene (Rest-)Beziehung. Sie versteht mindestens soviel von Basketball wie er und hat bei seinen Entscheidungen ein gewichtiges Wörtchen mitzureden. Bell macht sich im halben Land auf die Suche nach vielversprechenden Spielern. Der Mäzen Happy – stets in Begleitung attraktiver, junger Damen – lässt nichts unversucht und überredet seinen alten Widersacher Bell schließlich, dass auch seine Mannschaft ein Teil dieser Praxis wird, und der weitverzweigte Alumni-Förderverein den drei infrage kommenden Spielern seine Zuneigung mit dem Scheckbuch demonstrieren darf. Die Spieler Neon Bodeaux, Butch McRae und Ricky Roe können aufgrund diverser Geschenke für das Team angeworben werden: Neon Bodeaux erhält ein neues Auto der Marke Lexus, Butch McRaes Mutter bekommt ein Haus und einen Job, und Ricky Roes Vater erhält für sein Farmbetrieb einen neuen John-Deere-Traktor sowie Ricky selbst eine Tasche voll Bargeld. Bodeaux bekommt zudem Nachhilfeunterricht bei Jenny.
Unterdessen untersucht der Sportreporter Ed die Geschehnisse genauer, der noch eine Rechnung mit Bell offen hat. Er kommt Bells Regelverstoß schließlich auf die Schliche, der mittlerweile nur noch mithilfe von Geld und unter Aufbietung allen Charmes der Wahrheit entgehen kann. Pete erfährt von Happy, dass Tony – einer seiner erfahrensten Spieler – auf Happys Anweisung hin absichtlich schlecht gespielt hatte, um eine Sportwette zu manipulieren. Nachdem Pete sich die Videoaufzeichnung des Spiels aus der ersten Saison angesehen hat, die Tonys ungewöhnliches Verhalten zeigt, ist er angewidert von dem, was aus ihm und seiner Teamphilosophie geworden ist. Auch Jenny fühlt sich betrogen, als sie erfährt, dass sie von Pete angelogen wurde – sie konfrontiert ihn und verlangt eine Erklärung für sein Verhalten.
Während Pete mit seinen persönlichen Prinzipien und seiner Integrität hadert, liefert die neu zusammengestellte Mannschaft im Saisonfinale dem Publikum ein hochklassiges und packendes Match. Bei Spielgleichstand im Time-out entwirft Bell einen Spielzug für die letzten acht Sekunden. Der über 2,20 Meter große Bodeaux macht den Siegespunkt mit einem Slam Dunk in der letzten Zehntelsekunde. Bell wird auf Händen getragen und dankt seiner Mannschaft. Zuletzt lässt er die illegalen Machenschaften auffliegen. In der Pressekonferenz redet er sich und seinen Gönner Happy mit sichtlichem Spaß an der Sache um Kopf und Kragen, bis Happy, um sich schlagend, von Ordnern abgeführt werden muss.
Das Epilog zeigt anschließend, dass die Western University für drei Jahre vom Spielbetrieb ausgeschlossen wurde. Tony schloss sein Studium ab und spielt nun als Profi in Europa. Ricky Roe erlitt eine Knieverletzung und kehrte nach Hause zurück, um die Farm zu übernehmen. Neon und Butch verließen das College und spielen nun in der NBA.

## Drehorte und Hintergründe
Drehorte waren unter anderem:
- Frankfort Senior High School in Frankfort, Indiana;
- French Lick in Indiana;
- Mount Carmel High School und Chicago Loop in Chicago, Illinois;
- University of Southern California in Los Angeles, Kalifornien;
- New Orleans in Louisiana;

In dem Film hatten einige bekannte Persönlichkeiten des US-amerikanischen Basketballs Cameo-Auftritte, unter anderem Bobby Knight, Rick Pitino, Bob Cousy, Larry Bird, Jerry Tarkanian, Dick Vitale, Jim Boeheim und Louis Gossett junior.
Der Film erschien in Deutschland erstmals am 17. November 1994 auf VHS – Blue Chips kam nie in den deutschen Kinos. Die deutschsprachige TV-Premiere erfolgte am 13. November 1995 beim Pay-TV-Sender Premiere. 

## Rezeption

### Einspielergebnisse
Die Produktionskosten des Films werden auf 35 Millionen US-Dollar beziffert. Die weltweiten Einnahmen des Films belaufen sich auf rund 26,8 Millionen US-Dollar, davon allein rund 23,1 Millionen US-Dollar in den USA und Kanada. Blue Chips konnte die Erwartungen an den Kinokassen nicht erfüllen, der Film gilt als kommerzieller Flop.

### Kritiken
Der Film wurde von den Kritikern gemischt aufgenommen. Das Filmkritik-Portal Rotten Tomatoes gibt für den Film 40 % positive Rezensionen an, basierend auf 30 Kritiken. Zusammenfassend heißt es dort: „Regisseur William Friedkin arbeitet mit einer starken Besetzung, doch ein Übermaß an Sentimentalität lässt dieses Basketballdrama etwas flach wirken.“ Bei Metacritic konnte ein Metascore von 54, basierend auf 21 Kritiken, erzielt werden. Eine von CinemaScore vorgenommene Umfrage unter US-amerikanischen Kinobesuchern kam zu dem Ergebnis, dass die Zuschauer dem Film eine Durchschnittsnote von B vergaben, was der deutschen Schulnote 2 bzw. gut entspricht. Die Redaktion der deutschsprachigen Filmzeitschrift Cinema bewertete den Film als „halbgare Partie“ und vergab 3 von 5 Sternen. Von den US-amerikanischen Medien, wie zum Beispiel Rolling Stone, The Athletic, Esquire und Business Insider, wird der Film als einer der besten Sportfilme aller Zeiten bezeichnet.

„Unterhaltsamer Sportfilm, der im Rahmen seines Genres bleibt.“

### Auszeichnungen
Shaquille O’Neal wurde für seine Rolle für den Negativpreis Goldene Himbeere in der Kategorie Schlechtester Newcomer nominiert. Gewonnen hat allerdings Anna Nicole Smith für ihre Rolle in Die nackte Kanone 33⅓.